# Hypleurochilus caudovittatus
Hypleurochilus caudovittatus es una especie de pez de la familia Blenniidae en el orden de los Perciformes.

## Reproducción
Es ovíparo.

## Hábitat
Es un pez de mar y de clima subtropical.

## Distribución geográfica
Se encuentra en el  Atlántico occidental central: Estados Unidos.